# 독일 백작

독일 백작관(Grafenkrone)

그라프(독일어: Graf)는 독일 귀족 사회에서 사용된 백작 작위이다. 중간 정도 가는 작위로서 타국의 백작 및 영국 백작과 동격으로 취급된다. 여성형은 백작부인(독일어: Gräfin 그레핀[*])이라고 한다.
백작 중에는 특별한 권리를 인정 받은, 다양한 접두사가 붙은 특수한 작위들이 아래와 같이 존재하는데, 공식적으로는 공작과 후작보다 위계가 낮지만 신성 로마 제국에서는 이들 중 일부(주로 변경백, 방백 등)의 권위를 인정하여 후백(Gefürsteter Graf)으로 격상해 대우했다.
|        | 독일어 / 영어                            | 비고 |
| ------ | ---------------------------------------- | --- |
| 변경백 | Markgraf / Margrave (유럽 대륙에 한해서) | Mark = march (국경 지역) + Graf (백작). 제국 국경 지역의 영토에서 권한을 행사했다.                        |
| 방백   | Landgraf / Landgrave                     | Land (지역) + Graf (백작). 국경 지역이 아닌 일개 영지에서 권한을 행사했다.                                |
| 제국백 | Reichsgraf / Imperial Count              | Reich (제국) + Graf (백작). 황제로부터 작위를 수여 또는 인정받았다.                                       |
| 후백   | Gefürsteter Graf / Princely Count        | 독일어로 "Reichsfürst (제국후작)화 된" + Graf (백작). 황제로부터 백작 이상의 권위를 인정받았다.           |
| 궁정백 | Pfalzgraf / Count Palatine               | Pfalz (궁정) + Graf (백작). 원래 "황제궁정"을 통치했지만; 이후에는 "궁정 지역"의 통치자를 일컬었다.       |
| 라인백 | Rheingraf / Rhinegrave                   | Rhein (라인 강) + Graf (백작). 라인강 근처의 국경 영토를 통치했다.                                        |
| 성관백 | Burggraf / Burgrave                      | Burg (성) + Graf (백작). 요새화된 성에 둘러싸이거나 지배되는 영토를 통치했다. 부백, 자작과 비슷한 지위.   |
| 연로백 | Altgraf / Altgrave                       | Alt (오래된) + Graf (백작). 잘름 가에서만 사용했다.                                                       |
| 자유백 | Freigraf / Free Count                    | Frei (사유지?) + Graf (백작). 백작 계급의 봉건제 작위임과 동시에 보다 전문적인 지위였다.                  |
| 황야백 | Wildgraf / Wildgrave                     | Wild (사냥감 또는 황야) + Graf (백작). 황무지 중심의 영토를 통치했다.                                     |
| 무주백 | Raugraf / Raugrave                       | Rau (날 것의, 무인의, 황야) + Graf (백작). 미개발된 지역 중심의 영토를 통치했다.                          |
| 부백   | Vizegraf / Viscount                      | Vize = vice- (대리) + Graf (백작). 백작을 대신해 영지를 통치한 봉신. 오등작에서는 보통 자작이라 번역한다. |

## 같이 보기
- 독일의 역사
- 신성 로마 황제
- 독일의 군주 목록